# The Not Amused
The Not Amused sind eine Powerpop-Punkrock-Band aus Berlin-Kreuzberg.

## Geschichte
Die Band gründete sich 2005 in Berlin-Kreuzberg. Ihre Mitglieder sind sämtlich zugewanderte Neu-Berliner, mit Wurzeln in Italien, am Bodensee, in Wuppertal, im Rheinland und in England. Sie orientieren sich besonders am Stil der Powerpop-Punkrock-Bands der späten 1970er Jahre und bewegen sich dabei außerhalb kommerzieller Strukturen, mit starkem Bezug zur Szene.
Nach zahlreichen Konzerten und Tonträgerveröffentlichungen waren sie zuletzt häufig in Spanien zu Gast und veröffentlichten ein Album mit der spanischen Band X-Prays.

## Bandname
Mit dem Bandnamen bezieht sich die Gruppe auf das geflügelte Wort der britischen Königin („We are not amused“). Mit dem Namen ihres Musiklabels Queen Mum Records nehmen sie zusätzlich Bezug auf die Queen Mum, und mit Schallplattentiteln wie By Appointment to her Royal Highness und Texten, in denen sie von der BBC und von Top of the Pops singen, simulieren sie spielerisch ebenfalls einen britischen Hintergrund der Band. Dazu passend wählten sie für ihre Webseite eine britische Domain.

## Diskografie
- 2007: Flaunting Their Talents (Mini-LP)
- 2008: By Appointment To Her Royal Highness (Mini-LP)
- 2010: Totally Destroyed (7" EP)
- 2010: Flaunting Their Talents By Appointment To Her Royal Highness (CD)
- 2011: The Not Amused / The X-Prays (split-LP)
- 2016: Flat Broke (Mini-LP in zwei Versionen bei Wanda Records, CD bei Queen Mum Records)
- 2016: Be With You (7" EP)